# Katrin Ofner
Katrin Ofner (née le 5 mars 1990 à Klagenfurt), est une skieuse acrobatique autrichienne spécialiste du skicross.

## Carrière
Elle débute en Coupe du monde en janvier 2008, puis monte sur son premier podium dès sa quatrième course avec un troisième place à Sierra Nevada. En 2012, elle obtient son meilleur résultat en se classant deuxième à Blue Mountain. Lors de sa deuxième participation aux Jeux olympiques à Sotchi en 2014, elle atteint les demi-finales et prend la sixième place finale.

## Palmarès

### Championnats du monde
- Championnats du monde 2023 : 
  -  Médaille d'argent en skicross.

### Coupe du monde
- Meilleur classement général : 16e en 2015.
- Meilleur classement en ski cross : 5e en 2015.
- 13 podiums dont 1 victoire.

#### Podiums
| Date             | Localisation   | Rang               | Discipline |
| ---------------- | -------------- | ------------------ | ---------- |
| 22 février 2008  | Sierra Nevada  | Médaille de bronze | Ski cross  |
| 10 janvier 2009  | Les Contamines | Médaille de bronze | Ski cross  |
| 3 février 2012   | Blue Mountain  | Médaille d'argent  | Ski cross  |
| 16 janvier 2014  | Val Thorens    | Médaille de bronze | Ski cross  |
| 14 février 2015  | Åre            | Médaille d'argent  | Ski cross  |
| 13 mars 2015     | Megève         | Médaille d'argent  | Ski cross  |
| 5 décembre 2015  | Montafon       | Médaille de bronze | Ski cross  |
| 11 février 2017  | Idre Fjäll     | Médaille de bronze | Ski cross  |
| 3 mars 2018      | Sunny Valley   | Médaille de bronze | Ski cross  |
| 21 décembre 2020 | Val Thorens    | Médaille d'or      | Ski cross  |
| 13 mars 2021     | Sunny Valley   | Médaille de bronze | Ski cross  |
| 23 janvier 2022  | Idre Fjäll     | Médaille de bronze | Ski cross  |
| 22 janvier 2023  | Idre Fjäll     | Médaille d'argent  | Ski cross  |